# Nesopetinus filipes
Nesopetinus filipes är en skalbaggsart som beskrevs av Sharp 1908. Nesopetinus filipes ingår i släktet Nesopetinus och familjen glansbaggar. Inga underarter finns listade i Catalogue of Life.